# Parnon
Le Parnon (grec ancien : Πάρνων ; grec moderne : Πάρνωνας ; tsakonien : Μαλεβό) est une montagne qui sépare la Laconie de l'Arcadie non loin de Sparte ; le Tanaus y prend sa source.